# Friedrich Gollwitzer
Friedrich Gollwitzer, nemški general, * 27. april 1889, † 25. marec 1977.